# E44
La ruta europea E44 és una carretera que forma part de la Xarxa de carreteres europees. Comença a Le Havre (França) i finalitza a Giessen (Alemanya). Té una longitud de 807 km. Té una orientació d'est a oest i passa per França, Luxemburg i Alemanya.